# The Notwist (album)
The Notwist è il primo album della band tedesca Notwist, pubblicato nel 1991.
Il disco presenta un suono riconducibile al genere hardcore punk e metal, molto diverso da quello che qualche anno dopo intraprenderà il gruppo.

## Tracce
1. Is It Fear? – 3:08
2. Bored – 2:40
3. Winter – 3:18
4. Crack It Open – 2:32
5. Be Reckless – 1:39
6. K. das Devil – 1:15
7. One Wasted – 3:24
8. Agenda – 2:32
9. I've Not Forgotten You – 2:56
10. M. del Terror – 1:40
11. Seasons – 3:32
12. Think for Yourself – 1:26
13. Nothing Like You – 3:55